# Zbudská Belá
Zbudská Belá (rusiń. Збудська Біла, Zbudśka Biła) – wieś (obec) na Słowacji, w kraju preszowskim, w powiecie Medzilaborce. Miejscowość położona jest w historycznym kraju Zemplin. Lokowana w roku 1463.